# David Vogel
Pour les articles homonymes, voir Vogel.
David Vogel, né le 15 mai 1891 à Satanov en Podolie et mort le 10 mars 1944 à Auschwitz, est un poète et écrivain russe juif de culture hébraïque.

## Biographie
En 1909-1910, il se rend à Vilnius pour y étudier dans une yechiva, où il étudie notamment l'hébreu. En 1912 il se rend à Vienne où il fait divers travaux et enseigne l'hébreu. 
Durant la première guerre, il est arrêté, interné comme "ennemi russe". C'est vers la fin de la guerre qu'il commence à écrire ses premiers poèmes d'inspiration impressionniste. 
Il épouse Ilka en 1919 qui devient tuberculeuse. En 1925, il s'installe à Paris où il écrit des poèmes et se marie une seconde fois, avec Nada Adler. Le couple émigre en Palestine en 1929, où leur fille Tamara naît. Ils voyagent encore en Pologne, à Paris et Berlin, avant de revenir à Paris.
Au déclenchement de la Seconde Guerre mondiale, Vogel et sa fille gagnent le sud de la France, où Nada se soigne dans un sanatorium. C'est en 1940 qu'il est interné comme citoyen autrichien, alors que les nazis occupent la France. Il séjourne notamment dans le camp d'Arandon (Isère) avant d'être transféré au camp de Loriol-sur-Drôme (Drôme) en février 1940.
La suite de ses exils a donné lieu à divers récits. Il aurait disparu en 1944-45 comme victime de la Shoah. Le chercheur israélien Dan Pagis a découvert qu'il est retourné à Hauteville (Ain) après son internement, puis est arrêté à Lyon par la Gestapo et transféré provisoirement à Drancy. Il est déporté du Camp de Drancy vers Auschwitz, par le Convoi No. 69, en date du 7 mars 1944.  Il est assassiné à son arrivée à Auschwitz, le 10 mars 1944.

## Œuvres traduites en français
- Un amas de nuit (choix de poèmes 1915 - 1941), 1997, éditions Metropolis, collection « Littérature »  (ISBN 2883400466)
- Et ils partirent pour la guerre (roman autobiographique), 1993, éditions Denoël, collection « Empreinte »  (ISBN 2207240231), traduction de Rosie Pinhas-Delpuech.
- Avec vue sur la mer, 1999, éditions Actes Sud, collection « Romans, Nouvelles et Récits »  (ISBN 2868692176)
- La Vie conjugale, 1992 éditions Stock, collection « Nouveau cabinet cosmopolite »  (ISBN 2234023807). Rééd. L’Olivier, 2015
- Le Sanatorium, 2000, Mercure de France, collection « Bibliothèque étrangère »  (ISBN 2715222181)
- Romance viennoise, 2014, éditions L’Olivier  (ISBN 2823601198). Traduction de Rosie Pinhas-Delpuech